# Gino Bellotti
Gino Luigi Bellotti (all'anagrafe Angelo Bellotti) (Bressana Bottarone, 21 giugno 1909 – ...) è stato un calciatore italiano, di ruolo attaccante.

## Carriera
Ha giocato con l'Arduino Pavia Foot Ball Club, una società fondata nel 1921 che ricavava il suo nome dalla piazzetta omonima; l'Arduino partecipava al campionato di Terza Divisione nel 1927-1928. Nel 1928, con la rinascita del Pavia Foot Ball Club, Bellotti ha vinto il campionato di Seconda Divisione e nelle due successive stagioni in Prima Divisione ne è stato il capocannoniere con 35 reti realizzate nei tre campionati dal 1928 al 1931. Nella stagione 1933-34 ha giocato a Siena. La stagione 1934-35 ha vestito la maglia della Spal di Ferrara.

## Palmarès

### Club

#### Competizioni nazionali
- Seconda Divisione: 1

Pavia: 1928-1929
- Prima Divisione: 1

Foggia: 1932-1933